# 亨利克-扬-多米尼亚克微缩模型博物馆

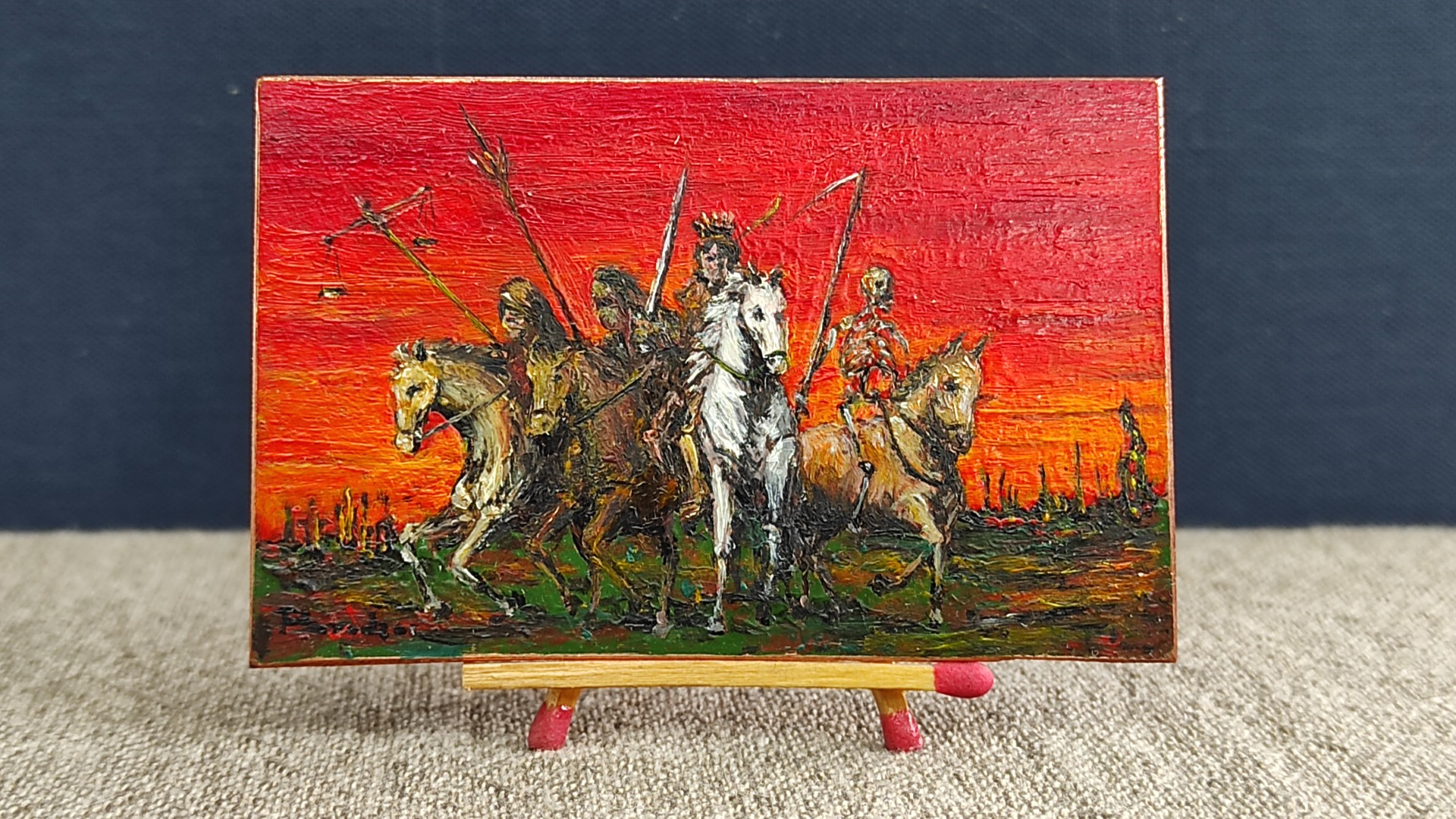
启示录中的四骑士（Quattuor equites apocalyptici），保祿·布羅齊斯 2025年的画作· 尺寸77×50毫米。

亨利克·扬·多米尼亚克微缩模型博物馆（波蘭語：Muzeum Miniaturowej Sztuki Profesjonalnej Henryk Jan Dominiak w Tychach）是位于波蘭蒂黑的当代艺术博物馆，成立于2013年。它被认为是世界上最小的博物馆。该博物馆由波兰文化和国家遗产部管辖。
该博物馆有4个部门展示藝術作品，通常是以視覺藝術為中心。最常見的展示品是繪畫，但也有雕塑、攝影作品、插畫，它还展出装置、艺术和手工艺品。该设施的主要目的是为收集的展品提供展览空间。

## 介绍选定的展览品

### 绘画
画集包括98幅，主要是微型画，用不同的绘画技巧制作。在技术层面上，绘画是以表面为媒介，用油画颜料、丙烯颜料、贵金属（金、銀）碎片或天然宝石或装饰性宝石在上面添加颜色的行为。 这些表面可以是纸、帆布、木头、玻璃、铜、陶瓷、宝石或装饰石，用于着色的工具可以是刷子、刀子、海绵、针、木棍、牙刷、手指等。

《獵戶座》· 星星豪利特、雾红宝石和青金石，底层藍色 方钠石· 尺寸19×31毫米
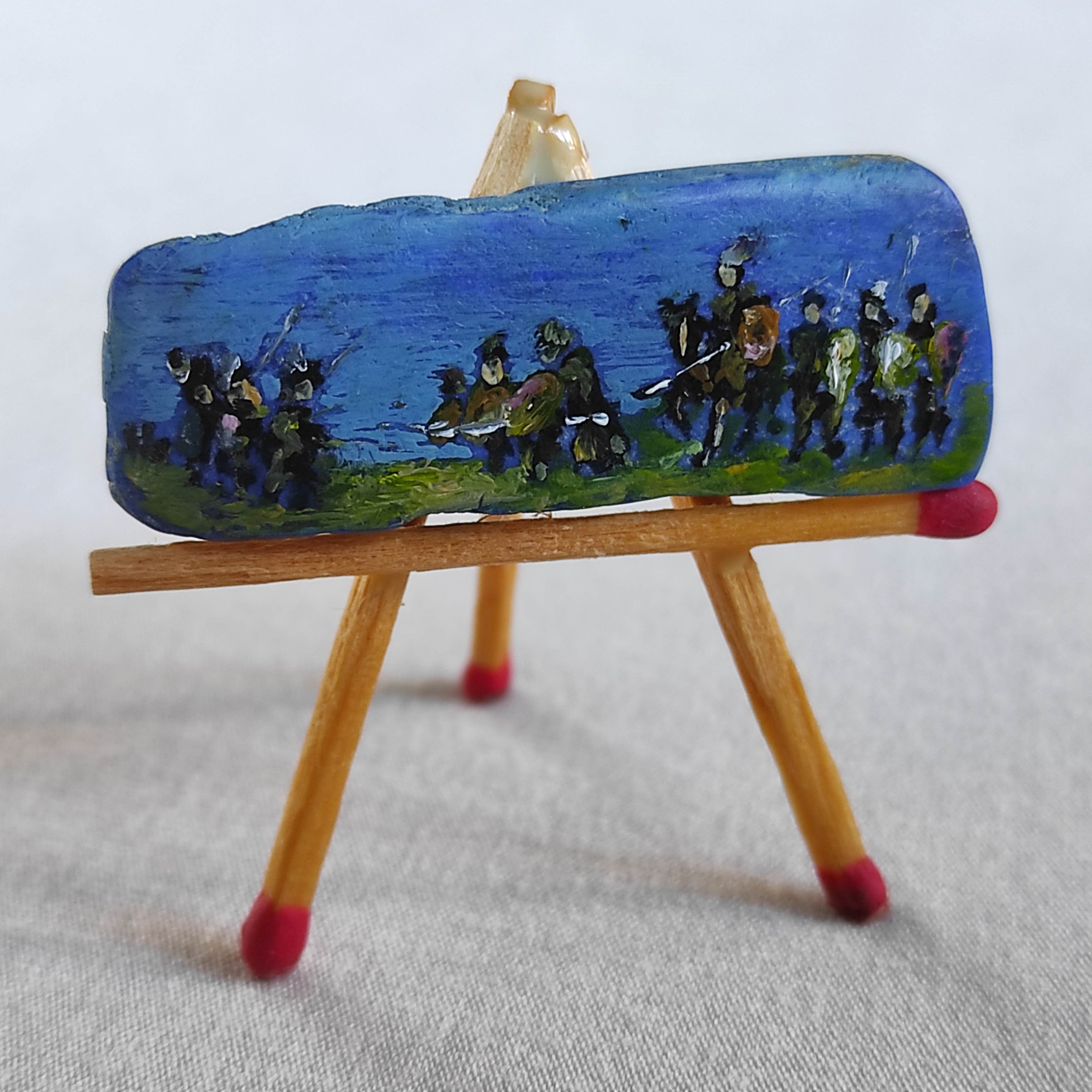
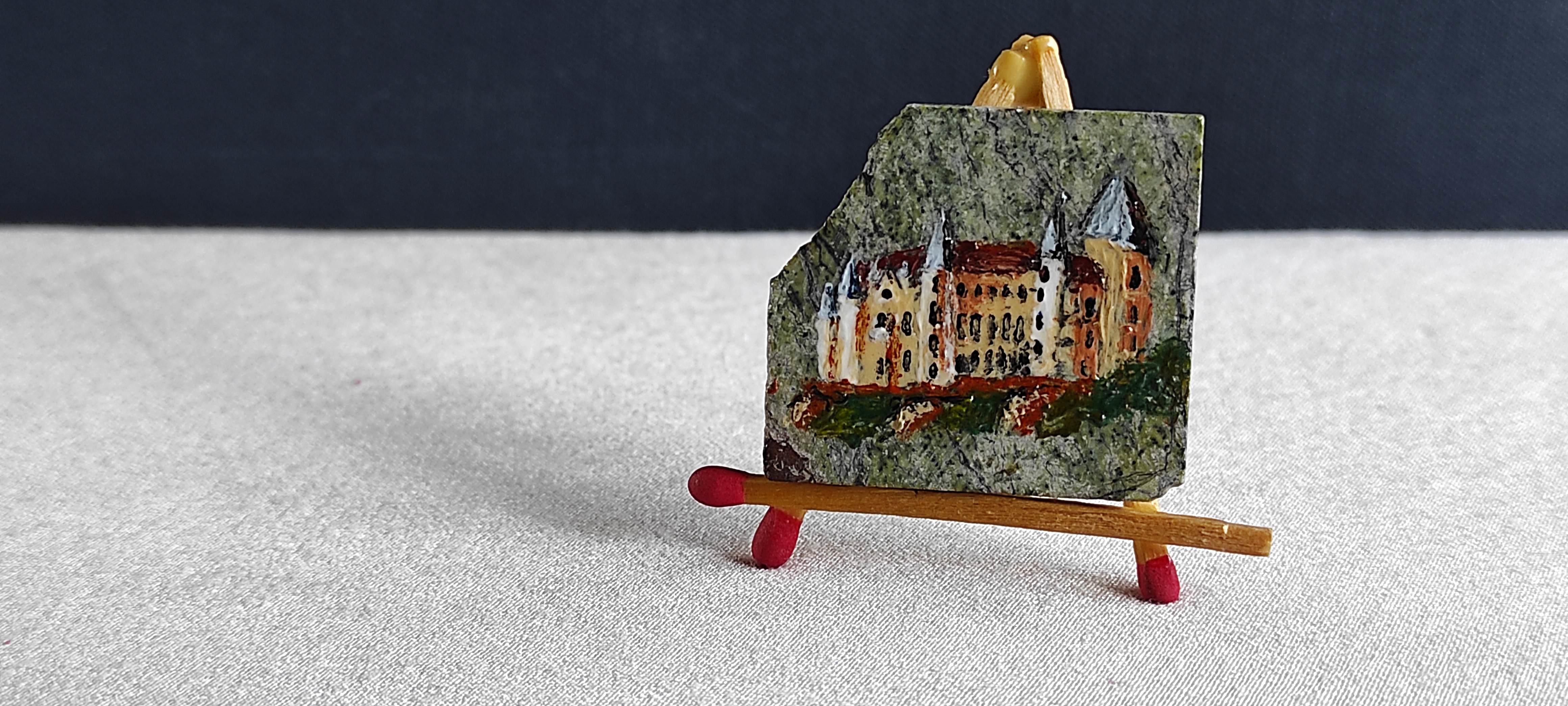

### 素描

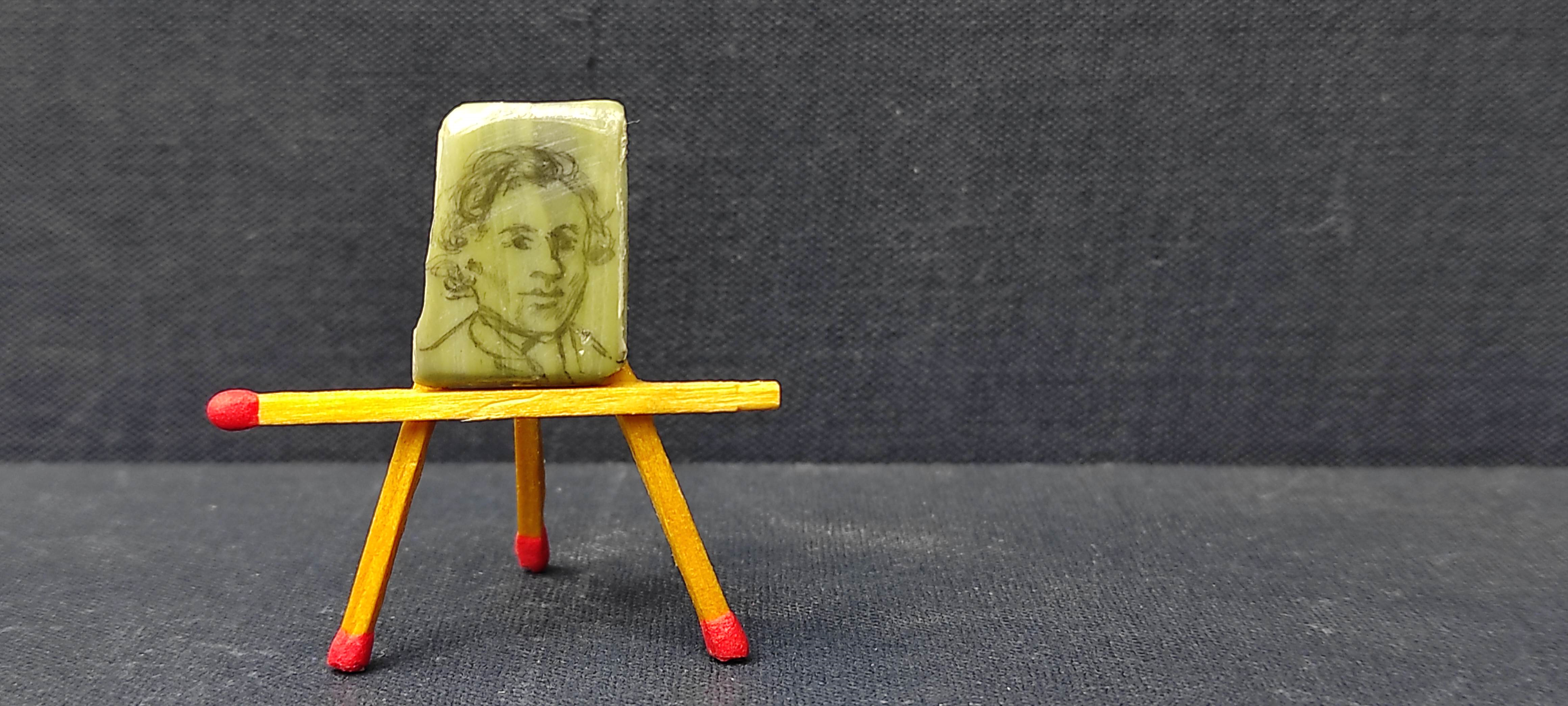
《弗雷德里克·肖邦》· 铅笔，底层绿色 碧玉· 尺寸15×20毫米
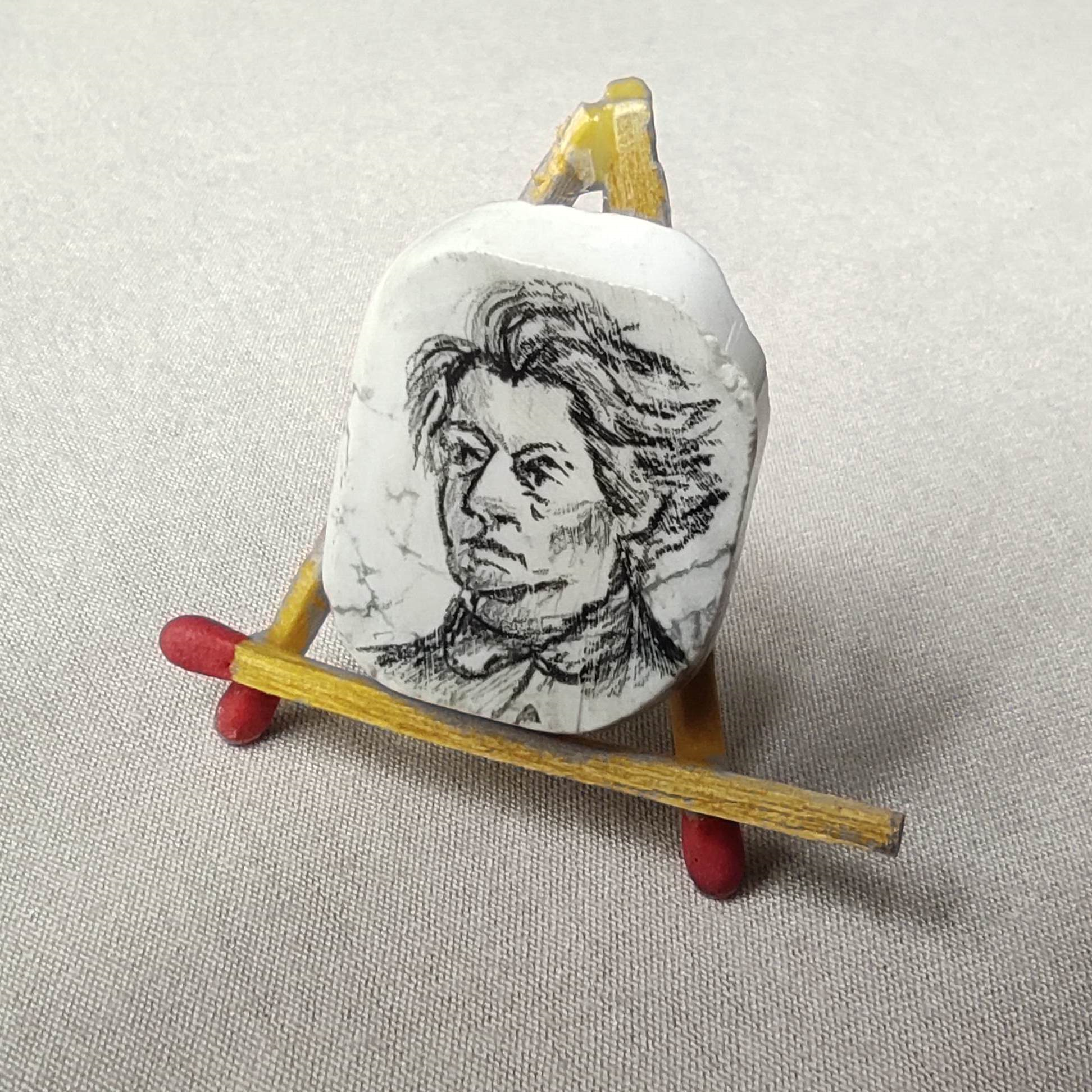
《亚当·密茨凯维奇》· 铅笔，底层白色 豪利特· 尺寸22×28毫米
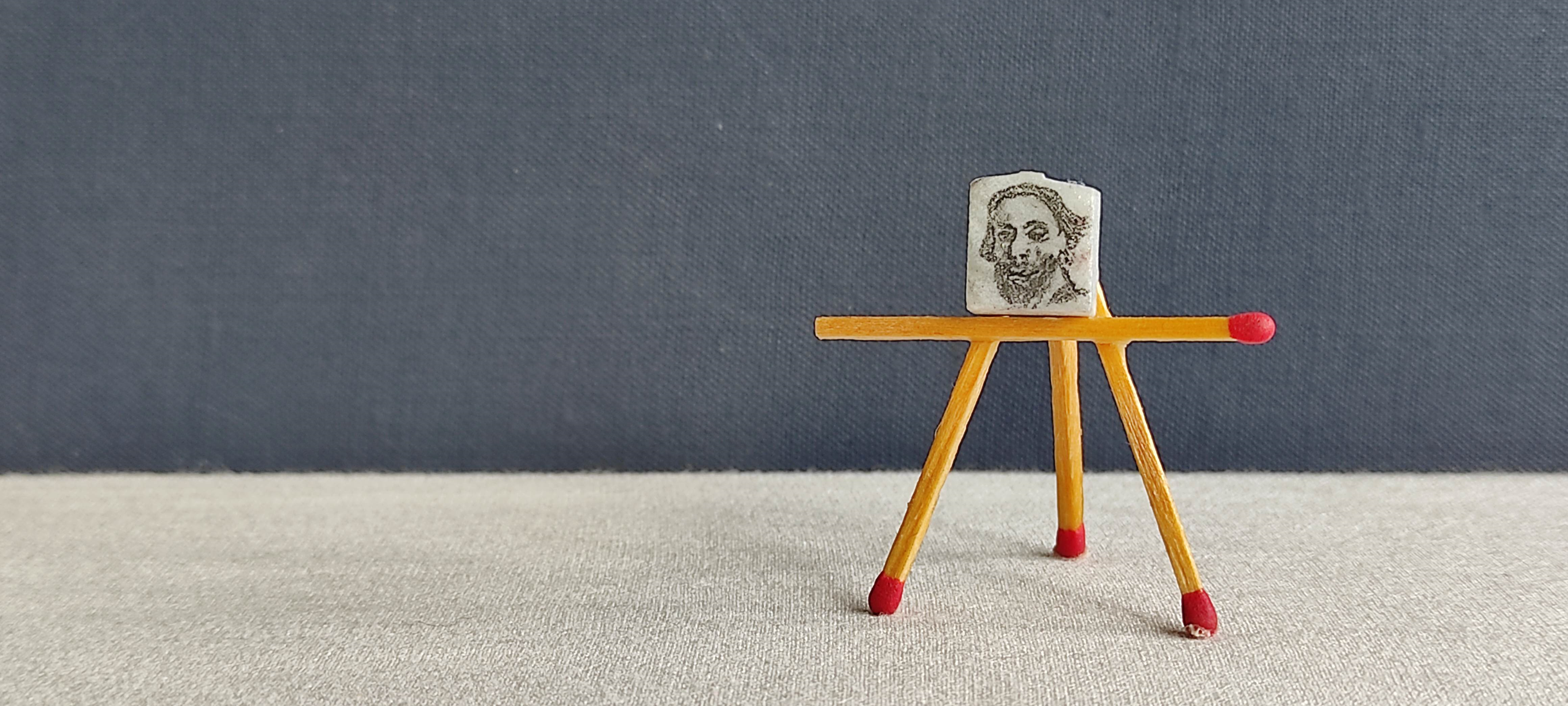
《齐普里安·诺尔维德》· 铅笔，底层灰色 大理石· 尺寸12×13毫米
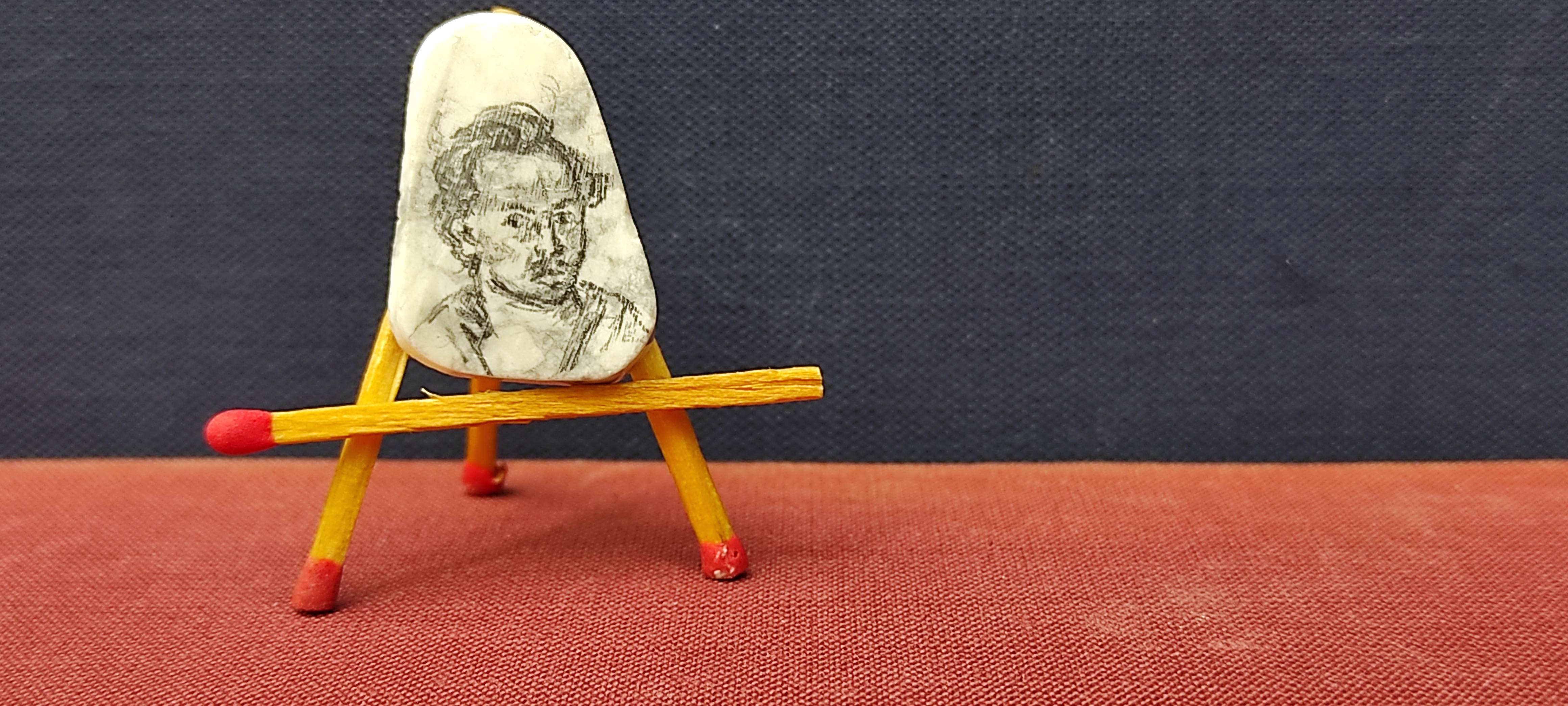
《尤利烏什·斯沃瓦茨基》· 铅笔，底层白色 豪利特· 尺寸19×27毫米

### 图形
使用蚀刻（酸化）和水印（凹版印刷技术的一种变体）方法制作的精美的版画集。

### 雕塑

《讲师》· 尺寸32毫米
《二姊妹们》· 尺寸34毫米和30毫米
《银女士》· 尺寸26毫米
《白芭蕾》· 尺寸46毫米
《舞蹈》· 尺寸80毫米

### 陶瓷器

《粘土 壶》· 尺寸18毫米
《凝固的牛奶的加。》· 尺寸10毫米
《锅》· 尺寸9毫米
《装酒的泥壶》· 尺寸17毫米

### 标志
本节的展品之一是路德玫瑰，又称路德印章，是信义宗的标志，为世界各地的信义宗基督徒熟悉。

《路德玫瑰》· 搪瓷藍色白色红色绿色，底层 黃銅· 尺寸15×15毫米

### 冷兵器
是指純用物理性攻擊而不使用化學燃爆的武器，與火器相對。它们主要用于徒手搏斗和激烈的战斗，但有些也可以用来发射远距离的弹丸，例如弓或弩。冷兵器一直是战场上广泛被使用的兵器，因此冷兵器多屬於傳統兵器。最初，它们是由原始材料制成的，如木材、石头和陆地动物和水生鱼类的骨头，甚至是鳄鱼和短吻鳄等两栖动物的牙齿。随着时间的推移，随着技术的发展，铜和铁等金属逐渐成为制造刀、匕首和剑的主要原材料。
这件物品是白色武器部门唯一的博物馆标本，是波兰一位空军军官的阅兵武器。在其刀刃的钝部，即所谓的下切口，有一个序列号2628，在刀鞘的上部有一个红白相间的金属方形标志--空军方格旗 波兰空军。

《科德兹克》· 1972年，短小的白色仪式性武器· 尺寸74×370毫米

## 荣誉

### 奖章
- "波兰文化杰出人士 "荣誉勋章（波兰，2021年[12])
- 金奖 "建筑业有功之臣 - 为集体服务 (波兰，2021年[12])
- 为西里西亚省服务的金质荣誉奖章 (波兰，2020年[12])

### 获奖情况
- 在西里西亚省元帅和第奇市市长的推荐下，卡托维兹省环境保护和水资源管理基金向博物馆馆长颁发了 「绿色支票」，用于宣传和推广有利于生态环境的活动和态度。(波兰，2019年[12])
- 娱乐之鹰奖--客户选择大赛冠军 (波兰，2019, 2020, 2021年[12])
- 娱乐金鹰奖--该馆是波兰6.05%的最佳娱乐公司之一 (波兰，2019, 2020年[12])
- 白金商业狮子奖 (波兰，2020年[12])

### 证书
- ISO 9001认证 2020年[12]
- 质量证书--欧洲星级历史遗迹 2020年[12]
- 质量证书--欧洲质量领袖 2020年[12]
- 欧洲最高质量证书 2020年[12]
- 波兰最高质量保障证书 2020年[12]
- 值得信赖的公司 "证书 2020年[12]
- 消费者信心桂冠证书 2021年[12]